# ألما لوز فيلانويفا
ألما لوز فيلانويفا (بالإنجليزية: Alma Luz Villanueva)‏ (4 أكتوبر 1944)؛ شاعرة، كاتِبة وروائية أمريكية.

## الجوائز
- الجوائز الأميركية للكتاب